# Эррера, Марсело (футболист, 1966)
Марсе́ло У́го Эрре́ра (исп. Marcelo Hugo Herrera; 5 октября 1966, Сан-Сальвадор-де-Жужуй, Жужуй, Аргентина) — аргентинский футболист, выступавший на позиции полузащитника, и футбольный тренер.

## Карьера игрока
Эррера начал карьеру в клубе «Химнасия Хухуй», выступавшем в Примере B Насьональ и Региональной лиге Аргентины.
В 1990 году перешёл в клуб «Химнасия и Тиро». В аргентинской Примере дебютировал 19 сентября 1993 года в матче «Химнасия и Тиро де Сальта» против «Банфилда».
В 1994 году перешёл в «Велес Сарсфилд». За три сезона в клубе дважды стал чемпионом Аргентины — в апертуре 1995 и клаусуре 1996, выиграл Межконтинентальный кубок 1994, Межамериканский кубок 1994, Суперкубок Либертадорес 1996 и Рекопу Южной Америки 1997.
Во второй половине 1997 года вернулся в «Химнасию Хухуй».
8 января 1998 года Эррера подписал многолетний контракт с главной лигой США — MLS, и стал игроком новообразованного клуба «Майами Фьюжн». 15 марта 1998 года сыграл в матче открытия сезона против «Ди Си Юнайтед», ставшем для «Майами Фьюжн» дебютом в MLS. 23 мая 1998 года в матче против «Метростарз» забил свой первый гол в MLS, реализовав пенальти. 29 июля 1998 года в матче против «Коламбус Крю» сделал дубль.
Во второй половине 1998 года вернулся на родину, перейдя в «Бельграно».
В 1999 году перешёл в «Платенсе».
В том же 1999 году вновь вернулся в «Химнасию Хухуй», где и завершил игровую карьеру в 2001 году.

## Карьера тренера
7 декабря 2007 года Эррера был представлен в качестве ассистента главного тренера «Велес Сарсфилда» Уго Токалли.
1 июля 2008 года занял пост главного тренера клуба чемпионата Коста-Рики «Алахуэленсе». 30 июня 2009 года покинул «Алахуэленсе» в связи с истечением срока контракта.
14 февраля 2010 года возглавил клуб чемпионата Боливии «Реал Потоси». 2 апреля 2010 года подал в отставку с поста главного тренера клуба.
В сентябре 2010 года был назначен главным тренером коста-риканского клуба «Перес-Селедон». 23 ноября 2010 года покинул клуб по личным причинам.
В 2013 году вошёл в тренерский штаб «Бока Хуниорс» в качестве ассистента Карлоса Бьянки. 28 августа 2014 года вместе с Бьянки был уволен из «Боки».
31 октября 2014 года был представлен как директор младших сборных Коста-риканской федерации футбола. Тренировал сборные Коста-Рики до 17 лет, до 20 лет, до 21 года и до 23 лет. В декабре 2018 года покинул пост директора в связи с непродлением контракта.
25 марта 2019 года был назначен главным тренером «Химнасии Хухуй». 1 марта 2020 года был уволен из клуба.

## Достижения
Как игрока
Командные
 «Велес Сарсфилд»
- Чемпион Аргентины: апертура 1995, клаусура 1996
- Обладатель Межконтинентального кубка: 1994
- Обладатель Межамериканского кубка: 1994
- Обладатель Суперкубка Либертадорес: 1996
- Обладатель Рекопы Южной Америки: 1997